# 翟桔红
翟桔红（1969年11月—），湖北省钟祥市人。中国宪法学者，武汉大学法学学士、硕士、博士，原中南财经政法大学公共管理学院副教授。主要著作有《违宪审查与民主制的平衡：一项比较研究》。
主要承担《行政思想史》、《当代中国政府与行政》等本科及研究生课程的教学工作。在《中国行政管理》、《武汉大学学报》、《中南财经政法大学学报》、《社会主义研究》等核心刊物上发表学术论文10多篇。
主编教材1部，参编5部。主持省部级等课题2项，市级课题1项，参与国家级课题2项，获得民政部奖励1项。在中国社会科学文献出版社出版专专著1部。

## 被免职、開除黨籍
2018年5月，翟桔红在为本科学生讲授《政治学原理》课程时批评习近平发起修宪废除任期限制，遭学生举报并被学校党委开除党籍并撤职，目前处理结果为调至学校图书馆，并取消教师资格。
据这份中南财经政法大学党委发给中共教育部党组的报告显示，上月25日，该校公共管理学院副教授翟桔红，在行政管理本科1701班（大一）的“政治学原理”课上讲授“政府结构与功能”时，对中共修宪、国企产权制度及人民代表大会制度有非议，同时阐述了其它国家的政治制度。
翟桔红因此被指“违反课堂纪律，讲授错误观点，发表不当言论，产生了错误影响”、违背教育部的“红七条”禁令。
2018年5月中南财经政法大学副教授翟桔红遭到校方严厉处罚。处罚的理由是她在课堂教授政治学原理时“偏离教材，妄议人大制度，片面介绍其他国家或地区政治制度”。处分是开除党籍，记过并调离教学科研岗位，取消教师资格。